# Coremia plumipes
Coremia plumipes là một loài bọ cánh cứng trong họ Cerambycidae.